# 帕夫洛斯·康蒂德斯
帕夫洛斯·康蒂德斯（希臘語：Παύλος Κοντίδης，1990年2月11日—），是一名出生於賽普勒斯利馬索爾的帆船運動員。
他是首位代表賽普勒斯在奧運會上獲得獎牌的運動員。

## 參賽紀錄
| 年份 | 賽事           | 主辦城市 | 名次   | 項目           |
| ---- | -------------- | -------- | ------ | -------------- |
| 2008 | 奧林匹克運動會 | 北京     | 第13名 | 單人小艇雷射型 |
| 2012 | 奧林匹克運動會 | 倫敦     | 銀牌   | 單人小艇雷射型 |

## 外部連結
- 官方网站
- 帕夫洛斯·康蒂德斯的Facebook專頁
- 帕夫洛斯·康蒂德斯的X（前Twitter）
- Pavlos Kontides （页面存档备份，存于） - ISAF